# Seminární náměstí
Seminární náměstí (německy Seminerplatz, náměstíčko u sv. Anny, Anenské náměstí) je existující veřejné prostranství a bývalé náměstí v Českých Budějovicích. Rozkládá se u křižovatky ulic Karla IV. a Kněžská, před budovou koncertní síně Otakara Jeremiáše, bývalým kostelem svaté Anny.

## Historie
Historie náměstí se pravděpodobně váže k požáru, který vznikl 4. června 1597 v domě zlatníka Viléma Šlechty sídlícího v ulici U Černé věže. V důsledku větru požár (jen ve vnitřním městě) zachvátil 75 domů, mezi nimi i domy v Kněžské ulici. Pás budov v bloku mezi ulicemi Kanovnická a Karla IV. vyhořel úplně, takže zde zůstalo jen rozsáhlé spáleniště, které v roce 1614 výhodně získali kapucíni (z iniciativy zpovědníka císařovny, pátera Cherubína u příležitosti zemského sněmu, jehož konání se v Českých Budějovicích účastnili císař Matyáš s manželkou Annou).
Severní stranu náměstí vymezil kostel svaté Anny náležící ke vznikajícímu kapucínskému konventu a založený roku 1615 (dokončen byl v roce 1620 a 1. února 1621 vysvěcen). Klášter využil i sklepení domů, která přestála požár v roce 1597; vznikly z nich kapucínské krypty – znovuobjevené až v 80. letech 20. století při úpravě kostela na koncertní síň.
Východní stranu náměstí definovaly klášterní objekty, konkrétně škola přestavěná (spolu se vznikem kostelní věže) roku 1825. Přestavbou vzniklá empírová budova byla zbořena v roce 1985, kdy došlo k úpravě kostela na koncertní síň. O čtyři roky později se otevřela kavárna Filharmonia s kapacitou 60 míst a dvě podlaží nad ní určená ke společenským akcím s kapacitou až 290 osob. Jižně od kavárny tvoří východní stranu náměstí Mikulášský (později Forejtův) dům z roku 1907. Podle rozhodnutí z 29. srpna 1967 měl být zbourán, aby uvolnil prostor pro budovu nového okresního národního výboru (ONV). S demolicí se počítalo ještě v roce 1968, ale nakonec z ní sešlo.
Název Seminární náměstí se používal v 19. století, ve 20. již plocha nebyla jako náměstí evidována. V předrevoluční éře (dle okresního aktivu památkové péče z roku 1968) se objevuje označení náměstíčko u sv. Anny.